# Eudorylas parvulus
Eudorylas parvulus är en tvåvingeart som beskrevs av Wulp 1898. Eudorylas parvulus ingår i släktet Eudorylas och familjen ögonflugor. Inga underarter finns listade i Catalogue of Life.